# 壓應力
壓應力（Compressive stress）是物體受到向內擠壓的力時所產生的應力。壓應力會在物體被擠壓，長度縮短時出現。日常生活常有壓應力的例子，例如大樓的重量會對牆以及其基礎產生壓應力，當人站著的時候。腿部骨骼會因為身體的重量而產生壓應力。若壓應力夠大，會使得受壓物體變形甚至破裂。材料可承受，不會損壞的最大壓應力即為抗壓強度。
壓應力 = -( F/A)
其中
F是物體所受到的力
A是物體的截面積

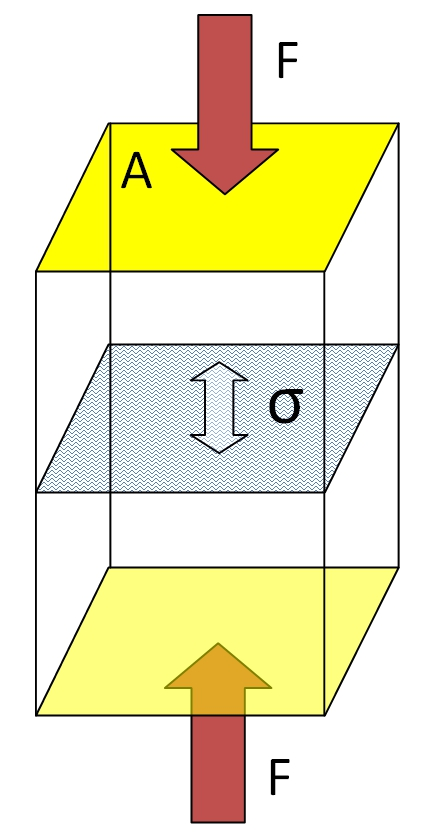
軸向壓應力

壓應力的數值一般會是負值，表示物體受到擠壓，受力方向和面積的對外法方量方向相反，不過在土力工程中，壓應力會以正值表示。
物體所受的壓應力若超過抗壓強度，物體會產生脆斷、塑性變形等不可逆的形變。不過針對細長形的結構件，雖然壓應力未達到抗壓強度，也可能因為挫曲而產生結構失效。